# Герб Тореза
Герб города Тореза — официальный символ города Торез Донецкой области, утверждённый 2 апреля 2003 года решением № 4 / 8-156 сессии Торезского городского совета.

## Описание
Щит разделённый на две части лазурным и зелёным. В первой части золотое восходящее солнце без лица, с золотыми лучами, прямыми и пламеподобными попеременно. Во второй части золотые буквы «1778». Поверх всего чёрная восьмиконечная звезда с длинными и короткими лучами попеременно. Щит обрамлен венком из дубовых листьев, перевитой лазурной лентой с надписью «Торез», и увенчан серебряной каменной короной.

## Символика
Солнце символизирует свет и жизнь, изображённая на солнце чёрная звезда — символ главного богатства города — уголь антрацит.

## Герб города во время российской оккупации (с 2024 года)
После российской аннексии украинских территорий, назначенные власти города Торез изменили герб города в соответствии с рекомендациями Государственного геральдического регистра РФ. Новый герб был утвержден 23 апреля 2024 года решением горсовета Тореза № 88. Геральдическое описание герба:
«В червлёном поле – золотое солнце (без лица), выходящее наполовину снизу из-за серебряного, лазоревого и серебряного узкого пояса, подпираемого зелёной оконечностью, и при этом поверх пояса, а также своей верхней половиной обременяя солнце, положена чёрная восьмиконечная звезда, косвенные лучи которой короче».

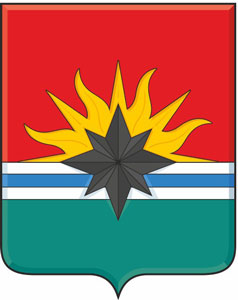
Герб города после аннексии Россией (с 2024 года)

## Ссылка
- Украинская геральдика